# Cappella di Kazan'
La cappella di Kazan' è una costruzione a forma di razzo con un tramezzo a vetrata raffigurata sulle banconote da 1000 rubli. Situata sulla riva del fiume Kotorosl', davanti al monastero della Trasfigurazione nel centro di  Jaroslavl'. Il monumento è stato solennemente inaugurato nell'agosto del 1997 in onore del 385º anniversario dell'uscita delle milizie per la liberazione di Mosca. Autore del progetto fu l'architetto G. L. Dajnov.

## Storia dell'edificio
Nel 1612, a Nižnij Novgorod vennero formate le milizie irregolari per la liberazione di Mosca dagli invasori. Da  Nižnij Novgorod le milizie si mossero lungo il Volga e si fermarono a Jaroslavl' per consolidare e raccogliere le forze. Durante la permanenza delle milizie (il cui quartier generale si trovava nel monastero della Trasfigurazione), Jaroslavl'  assunse le funzioni di capitale dello Stato.
Il monumento è stato eretto per celebrare l'uscita delle milizie di Minin e di Požarskij dalle mura del monastero, avvenuta il 27 luglio del 1612.

## Descrizione del monumento
La costruzione è a un tempo una cappella, dal momento che in questo luogo sono presenti immagini di santi cristiani, e monumento alla memoria, perché nella pietra sono incise le parole «Alle milizie del 1612 dalla grata posterità ». Nella cappella, sotto forma di vetrata dipinta, è raffigurata la Madonna di Kazan', patrona dell'esercito russo e di Jaroslavl'. La costruzione è chiaramente visibile da lontano ed è somigliante a un razzo cosmico.